# Sheffield (Vermont)
Sheffield – miasto w Stanach Zjednoczonych, w stanie Vermont, w hrabstwie Caledonia.